# Stoke (Québec)
 (janvier 2019).
Si vous disposez d'ouvrages ou d'articles de référence ou si vous connaissez des sites web de qualité traitant du thème abordé ici, merci de compléter l'article en donnant les références utiles à sa vérifiabilité et en les liant à la section « Notes et références ».
Pour les articles homonymes, voir Stoke.
Stoke est une municipalité dans la municipalité régionale de comté du Val-Saint-François au Québec (Canada), située dans la région administrative de l'Estrie.
La dénomination de cette dernière est attribuée à un lac, à une rivière et à des monts localement étant  des montagnes. À l'égard de la municipalité, elle est représentés par deux municipalités locales, soit  des townships de Windsor et de Stoke.

## Toponymie
La dénomination Stoke, également attribuée à un lac, à une rivière et à des monts dont le plus élevé est le mont Chapman, localement identifiés comme des montagnes, provient de celle du canton de Stoke proclamé en 1802. Plusieurs villes d'Angleterre portent ce nom, dont Stoke Next Guilford (comté de Surrey) et Stoke-on-Trent (Staffordshire).
Quant à la municipalité du canton de Stoke, elle résulte de la division, en 1864, des townships de Windsor et de Stoke pour former deux municipalités locales, ces deux territoires étant auparavant unis et considérés comme une seule entité pour les fins municipales. En 1992, le statut municipal a été modifié à la faveur de celui de municipalité.
Les Stokois ont été desservis du point de vue postal par le bureau de poste dénommé Stoke Centre entre 1870 et 1989, nom abrégé en Stoke depuis.

## Histoire
Le canton de Stoke sur la rive Est de la rivière Saint-François fut demandé le 20 juin 1792 par Moses Cowan. Jos Nankin fut immédiatement nommé pour en faire l'arpentage. Le canton de Stoke est alors borné au nord-est par Dudswell, au sud-est, par une partie de Dudswell et par Westbury, au sud, par Ascot, au sud-ouest par la rivière Saint-François et au nord-ouest par Windsor. Ce canton avait quatorze milles de longueur sur huit milles de largeur et contenait 70 984 acres de terre, divisés en 356 lots formant quatorze rangs.
Une montagne d'une élévation d'environ trois cents pieds traverse le canton en courant du nord-est au sud-ouest. Deux petits lacs où la truite abonde en font partie.
Le 13 février 1802, Sir Robert Shore Milnes, gouverneur du Canada, érigeait le canton et l'octroyait en partie aux loyalistes américains. Quarante-trois mille six cent vingt acres de terrain furent ainsi concédés à Jane Cowan et ses associés, un groupe de 42 personnes. Le 28 août de la même année, 1 890 acres furent concédés aux enfants mineurs de William Bouteillier et on réserva 10 920 acres comme Terre de la Couronne, puis 9 290 acres pour le clergé protestant.
D'après la tradition, les associés de Cowan firent une tentative de colonisation après 1802. Ils défrichèrent 75 acres de terre dans le premier rang du canton. L'établissement prit le nom de Cowan's Clearance ou Stoke Clearance. Soixante-quinze ans plus tard, les deux familles Blais ont acheté ce terrain du lot 13 dans ler rang en partant du chemin d'Ascot. Elles découvrirent les ruines de cinq ou six vieilles maisons, des ustensiles de cuisine, un ancien cimetière dans lequel quatre ou cinq corps avaient été inhumés. C'est là que résidèrent les premiers habitants de Stoke.
Après le départ de ces loyalistes américains, le canton de Stoke fut entièrement abandonné jusqu'en 1837. D'après les notes laissées par M. J. Aubin, premier curé, le peuplement fut de :
- 1802 - 42 personnes protestantes ;
- 1835 - aucun résident ;
- 1845 - 2 familles protestantes et une, catholique ;
- 1865 - 15 familles protestantes et 15 familles catholiques ;
- 1875 - 478 âmes catholiques et quelques protestants.

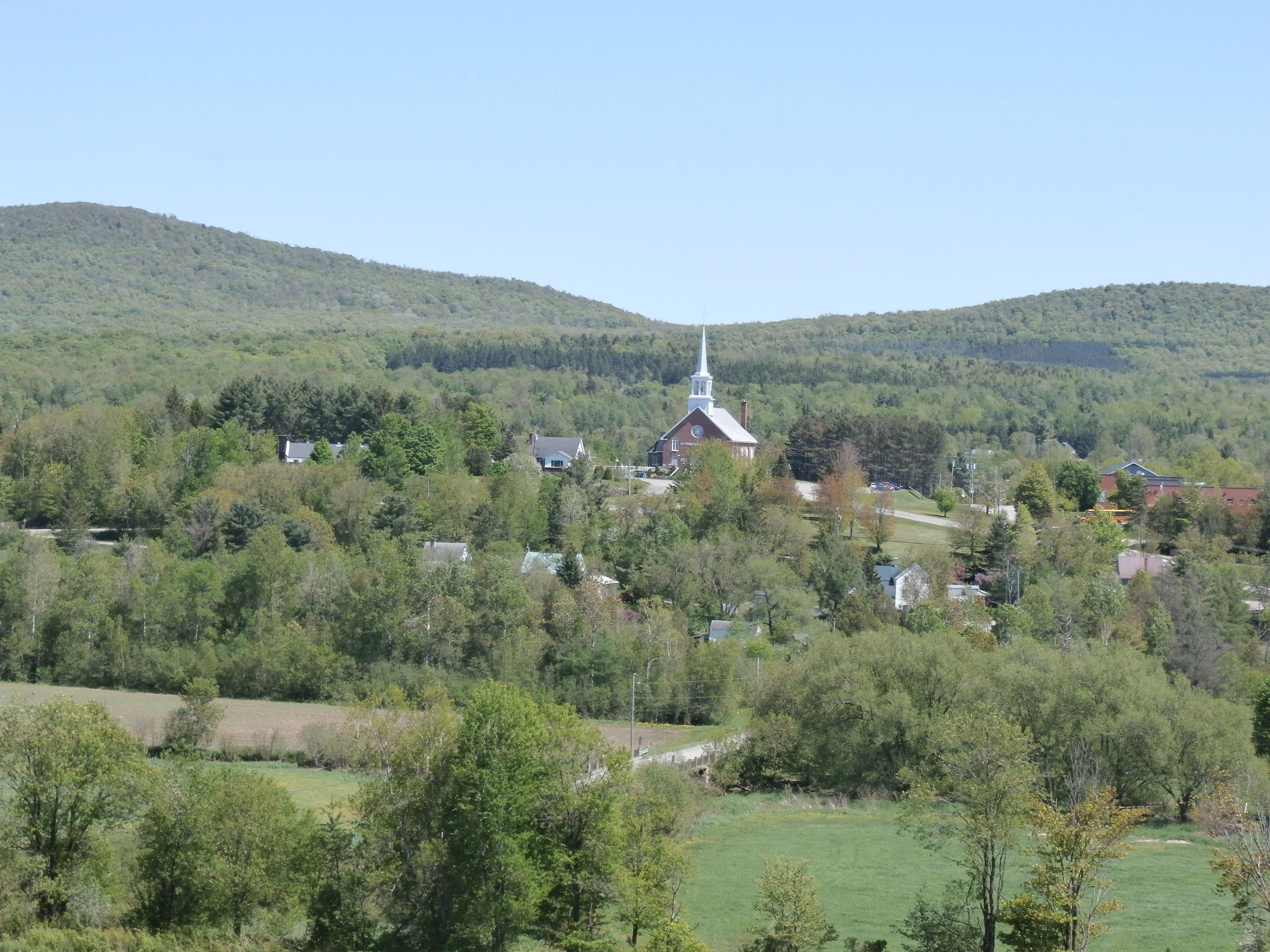
Village de Stoke.

Le canton passa presque en totalité aux mains de la British American Land Company en 1835. Cette compagnie était composée de capitalistes anglais qui ne visaient qu'à s'enrichir. Elle aurait organisé et façonné la vie dans les Cantons de l'Est durant un demi-siècle.
Dans les années 1835-1837, Stoke était administré par la municipalité de Windsor-Stoke.
Le canton fut réellement ouvert à la colonisation au cours de l'automne 1856. Un vrai colon dont plusieurs descendants vivent encore dans la municipalité de Stoke décida de s'y établir. Jacques Guillemette, surnommé le père John, époux de Julie Bourque, s'installa sur les bords de la rivière Windsor non loin de l'église actuelle. Antonin Biron, époux de Sarah Law, vint s'établir sur le lot voisin en 1857.
L'année 1860 apporta une grande amélioration au sort des habitants : un chemin de voitures reliait maintenant Stoke à Sherbrooke. Le développement de la colonie fit bientôt sentir le besoin d'une autorité municipale. Le canton de Stoke fut érigé en municipalité le 7 janvier 1864. Tous les membres du conseil furent élus par acclamation et ils ont tenu leur première rencontre le 18 janvier 1864.
Les délibérations du conseil se sont déroulées en anglais jusqu'en 1890.
En 1865, M. James A. Gordon, entrepreneur de Sherbrooke, construisit une petite scierie à la tête du lac. Ce fut une réalisation importante pour la colonie naissante. Puis en 1866, Guillaume Côté récemment arrivé de Californie, construisit une scierie beaucoup plus importante sur la rivière Windsor.
Les années 1866 et 1867 furent des années de progrès pour Stoke grâce au chemin qui reliait Sherbrooke à Saint-Camille. Les habitants des municipalités de St-Camille, Wotton et Ham en firent leur principale voie de communication vers Sherbrooke.
En 1873, le conseil a accordé le premier permis de vendre des boissons alcooliques avec permis d'auberge à M. Antoine Biron lequel a dû démissionner comme conseiller.
Afin d'aider les familles pauvres, le conseil prête 10 $, dès 1877, pour l'achat de semences avec promesse de payer par billet ne dépassant pas 6 mois à 9 % d'intérêt.
En 1896, les premières démarches sont entreprises pour évaluer les coûts d'installation d'une ligne téléphonique vers Sherbrooke. Ce projet se concrétisera en 1902. C'est aussi en 1896 que le conseil achète la première gratte à chemin au prix de 250 $.
En 1903, la municipalité engage son premier constable.
L'année 1919 marqua l'abolition des travaux de corvée dans les chemins de la municipalité. À l'avenir, les taxes seront payées en argent.
En 1923, pour la première fois de son histoire, deux candidats se présentent pour le poste de maire.
En 1930, on construit un trottoir de ciment de 400 pieds de long.
En 1931, on engage un 2e constable afin de surveiller les flâneurs durant la messe, les gens qui vont au lac le dimanche, la vitesse automobile et l'alcool au volant. Son salaire était de 1 $ par dimanche.
En 1946, on installe 14 lampadaires pour l'éclairage des rues de la municipalité.
En 1975, la municipalité achète la vieille école du village et en fait le bureau municipal.

## Géographie
La rivière Stoke traverse la municipalité d'est en ouest et la Rivière Watopeka en traverse le nord. Elles font partie du bassin versant de la Rivière Saint-François.

## Démographie
| 1991  | 1996  | 2001  | 2006  | 2011  | 2016  | 2021  |
| ----- | ----- | ----- | ----- | ----- | ----- | ----- |
| 2 287 | 2 409 | 2 606 | 2 708 | 2 765 | 2 955 | 3 014 |

### Population
(mai 2016).
La population se situait autour de 2 710 habitants en 2006 et a vu une augmentation de sa population de l’ordre de 3,9 % entre 2001 et 2006, ce qui est légèrement inférieur à la moyenne du Québec (4,3 %). On y recense 10,6 habitants par kilomètre carré. Ce qui en fait une densité de population deux fois moins élevée que celle de la MRC du Val-Saint-François, où l’on compte 21 habitants par kilomètre carré. La structure démographique de Stoke est très différente de celle du Québec : on y retrouve plus de jeunes et moins d’aînés. La proportion de jeunes de moins de 18 ans est plus importante (25,6 %) que celle du Québec (20,2 %). La proportion de jeunes de moins de 15 ans est de 21 % contre 16,6 % au Québec et la proportion de jeunes de 0 à 11 ans est de 15,8 % contre 12,5 % au Québec. Stoke figure donc parmi les territoires de l’Estrie où la proportion de jeunes est plus haute (8e rang sur 66 communautés).
Par ailleurs, la proportion de personnes âgées de 65 ans et plus est près de la moitié (10,4 %) de celle du Québec (18 %) . Même constat pour les personnes de 75 ans et plus, elles constituent 2,1 % de la population de Stoke contre 6,4 % au Québec. Stoke constitue l’une des communautés estriennes où les personnes plus âgées sont en moins forte proportion (65e rang sur 66). L’âge médian a pourtant augmenté entre 2001 et 2006. Il est passé de 35 à 39 ans de 2001 à 2006. Il demeure toutefois plus bas qu’au Québec (41 ans) et qu’en Estrie (42 ans).
De plus, on y dénombre 7,7 % plus d’hommes que de femmes alors qu’au Québec, la population masculine est 2,2 % inférieure à celle des femmes. Stoke est l’une des communautés estriennes où le rapport hommes/femmes est le plus élevé (9e rang sur 66).
À Stoke, il y a moins de personnes vivant seules, particulièrement chez les personnes âgées. Il y a moins de personnes séparées (1,2 % contre 1,7 % dans la Municipalité régionale de comté (MRC) et 2,1 % au Québec), veuves (2,6 % contre 6,4 % dans la MRC et 6,5 % au Québec) ou de familles monoparentales.
Sur 825 familles de recensement, 485 ont des enfants à la maison et parmi elles, 85 sont des familles monoparentales (45 dont le parent est une femme et 40 dont le parent est un homme) .

### Langue
On note que seulement 2 % de la population de Stoke n’a pas le français comme langue parlée à la maison. Cette proportion est de 8,8 % en Estrie et de 17,3 % au Québec. Seulement 0,7 % de la population ne connaît pas le français contre 5,2 % au Québec.

### Mobilité
Les résidents de Stoke ont plutôt tendance à conserver le même logement (91,8 %). Ce qui en fait une des communautés estriennes où la population déménage le moins (10e rang sur 66). Toutefois, le quart des personnes âgées de 5 ans et plus (24,5 %) déclarent, en 2006, qu’elles résidaient dans une autre municipalité cinq ans plus tôt contre 21,1 % en 2001.

### Immigration
La Municipalité de Stoke comporte très peu de personnes immigrantes (0,9 %). Au Québec, 11,5 % de la population est d’origine immigrante en 2006 et 4,6 % en Estrie pour la même année. Stoke est l’une des communautés où l’immigration est la plus faible (63e rang sur 66). On ne constate pas d’immigration récente sur le territoire de la municipalité entre 2001 et 2006. Les 0,9 % d’immigrants recensés en 2006 sont donc arrivés avant 2001. 97,4 % de la population de 15 ans et plus est de 3e génération et plus contre 1,4 % de 2e génération et 1,2 % de 1re génération.

## Administration
Les élections municipales se font en bloc pour le maire et les six conseillers.
| Stoke Maires depuis 2003                                                                                             |                   |         |          |
| Élection | Maire             | Qualité | Résultat |
| 2003 | Bertrand Ducharme |         | Voir     |
| 2005 | Bertrand Ducharme | Voir    |          |
| 2009 | Luc Cayer         |         | Voir     |
| 2013 | Luc Cayer         | Voir    |          |
| 2017 | Luc Cayer         | Voir    |          |
| 2021 | Luc Cayer         | Voir    |          |
| Élection partielle en italique Depuis 2005, les élections sont simultanées dans toutes les municipalités québécoises |                   |         |          |

## Éducation
La population de Stoke est plus scolarisée que la moyenne québécoise. La proportion de la population de 25 à 64 ans n’ayant pas obtenu son diplôme de secondaire 5 (16,2 % pour les hommes et 12,3 % chez les femmes) est inférieure à celle de la province (17,8 % chez les hommes et 16,4 % chez les femmes) mais aussi à celle de l’Estrie (21,1 % chez les hommes et 18,4 % chez les femmes) et de la MRC du Val-Saint-François (22,3 % chez les hommes et 19,6 % chez les femmes). Le principal domaine d’études est en majorité le génie : 365 sur 1 240 diplômés, la santé et le domaine récréatif : 210 sur 1 240 et le commerce, la gestion et l’administration publique : 205 sur 1 240 diplômés.

## Emploi
La Municipalité de Stoke comporte plus de personnes ayant un emploi (69,1 %) qu’au Québec (60,4 %) même si la grande majorité de ces personnes travaillent à l’extérieur de la municipalité. Stoke figure parmi les communautés estriennes où le plus de personnes travaillent à l’extérieur de leur lieu de résidence (61e rang sur 66). Parmi ces personnes, 62,5 % d’entre elles travaillent à Sherbrooke et autres divisions de recensement. 13,7 % des hommes de 25 à 64 ans n’ont pas d’emploi contre 21 % au Québec. Pour les femmes, 26,5 % sont sans emploi contre 30,9 % au Québec. Près des trois quarts (73,8 %) de la population masculine de 15 ans et plus occupent un emploi dans les secteurs de la vente et services, des métiers, du transport et machinerie, dans des professions propres au secteur primaire, la transformation, la fabrication et les services d’utilité publique. C’est 39,1 % du côté des femmes dans ces secteurs. C’est supérieur à la moyenne québécoise (57,6 % pour les hommes et 34,9 % pour les femmes). Plus des trois quarts (87,7 %) sont des travailleurs rémunérés et parmi eux, 83,4 % le sont comme employés.

## Revenu
Le revenu médian après impôts de la population masculine est supérieur à celui de la population féminine (27 836 $ contre 22 940 $). Même constat au Québec (26 302 $ contre 18 951 $). De manière générale, le revenu médian des ménages après impôts demeure plus élevé à Stoke qu’au Québec (48 254 $ contre 40 447 $). Le revenu médian après impôts de la population féminine (22 940 $) est parmi les plus élevés en Estrie (10e rang sur 66). Par ailleurs, le revenu médian des personnes âgées de 15 à 24 ans est sensiblement le même qu’au Québec (8 796 $ contre 8 883 $) mais inférieur à la MRC du Val-Saint-François (9 514 $) et à l’Estrie (9 522 $). Pour la population masculine de 15 ans et plus, le revenu médian avant impôts demeure sensiblement le même qu’au Québec (29 751 $ contre 30 197 $) alors qu’il est supérieur à la moyenne provinciale pour la population féminine de 15 ans et plus (25 201 $ contre 20 925 $) et à l’Estrie (18 516 $). La communauté de Stoke figure parmi les communautés estriennes où les femmes ont le revenu le plus élevé (7e rang sur 66).
Le revenu médian des personnes âgées de 65 ans et plus est inférieur à la moyenne québécoise (15 822 $ contre 18 085 $). Stoke figure parmi les communautés estriennes où le revenu des aînés est le plus bas (62e rang sur 66).
Les familles comportant un couple marié ont un revenu médian après impôts (53 571 $) inférieur à celui des familles comportant un couple en union libre (56 985 $).
À Stoke, la part du revenu des personnes de 15 ans et plus provenant de transferts gouvernementaux est de 12,3 % contre 13,9 % au Québec.
Selon les revenus avant impôts, 6,3 % des ménages privés de Stoke vivent sous le seuil de faible revenu comparativement à 17,2 % au Québec. En 2001, cette proportion était de 9,2 % à Stoke. Après impôts, la moyenne passe à 2,8 % pour Stoke contre 12,5 % au Québec. Ce qui fait de Stoke une des communautés estrienne où le phénomène de faible revenu est le moins présent (61e rang sur 66).

## Logement
La grande majorité des logements est habitée par leur propriétaire (87,1 %) comparativement au Québec (60,1 %). La valeur moyenne des logements habités par leur propriétaire est estimée à 146 788 $ à Stoke contre 182 399 $ au Québec. Même constat pour les dépenses de propriétés  qui sont en moyenne de 688 $ contre 817 $ au Québec. 11,4 % des propriétaires déboursent 30 % ou plus de leur revenu brut annuel au logement contre 13,7 % au Québec. Au niveau des ménages locataires, 28 % dépensent plus de 30 % de leur revenu au logement. Au Québec, cette proportion est supérieure (35,4 %). 8 % des ménages dépensent la moitié ou plus de leur revenu brut annuel au logement contre 16 % au niveau provincial.
Propriétaires et locataires confondus, 11,8 % des personnes  seules de Stoke dépensent 50 % ou plus de leur revenu brut pour se loger. Cette proportion est de 19,6 % au niveau de la province. Près du tiers des ménages (29,2 %), dont le revenu après impôts est inférieur à 20 000 $, consacrent 50 % ou plus de leurs ressources financières. Au Québec, c’est 41,6 % des ménages à faible revenu qui sont dans cette situation.
Le loyer brut moyen est de 467 $ pour les locataires. Il est de 603 $ au Québec. Entre 2001 et 2006, les locataires recensés révèlent que le loyer aurait subi une hausse de 18,8 % en quatre ans. À Stoke, près d’un logement sur dix (9,5 %) nécessite des réparations majeures comparativement à 7,7 % au Québec.

## Transport
En 2006, aucun travailleur de Stoke n’utilisait le transport en commun pour se rendre au travail, puisqu'aucun ne leur était disponible. Au Québec, 12,8 % des personnes ayant un emploi utilisent ce type de transport. 97,7 % utilisent une auto.

## Indice de défavorisation sociale et matérielle
Les six indicateurs socio-économiques utilisés sont classés en deux groupes : les composantes matérielles et les composantes sociales.
Les composantes matérielles :
- le ratio emploi/population chez les 15 ans et plus ;
- la proportion de personnes de 15 ans et plus sans certificat ou diplôme secondaires ;
- le revenu moyen des personnes de 15 ans et plus.

Les composantes sociales :
- la proportion de personnes de 15 ans et plus vivant seules dans leur domicile ;
- la proportion de personnes de 15 ans et plus séparées, divorcées ou veuves ;
- la proportion de familles monoparentales.

La Municipalité de Stoke présente un indice de défavorisation matérielle moyenne c’est-à-dire le 3e quintile. Deux composantes matérielles avantagent la population de Stoke : la forte proportion de personnes de 15 ans et plus qui occupe un emploi comparativement au Québec (69,1 % contre 60,4 %) et la population sans diplôme secondaire qui est plus basse que celle du Québec (22,9 % contre 24,9 %).
La Municipalité de Stoke présente un indice de défavorisation sociale très faible (1er quintile). Les trois composantes de la défavorisation sociale avantagent Stoke : les personnes séparées, divorcées ou veuves de 15 ans et plus sont moins nombreuses qu’au Québec (17,3 % contre 18,7 %), les familles monoparentales y sont presque moitié moins présentes (9,8 % contre 16,6 %) ainsi que les personnes seules (8,1 % contre 16 %). Stoke est l’une des communautés estriennes où l’on retrouve le moins de personnes seules (64e rang sur 66).
De plus, 21,4 % des personnes âgées de 65 ans et plus en ménage privé déclare vivre seule comparativement à 31,2 % au Québec. Stoke est une des communautés estriennes où la proportion de personnes âgées vivant seules est la plus faible (65e rang sur 66).
En combinant les données pour les composantes matérielles et sociales, Stoke se situe parmi les communautés favorisées sur le plan matériel et dont le niveau de défavorisation se situe autour de la moyenne sur le plan social. Ce qui n’empêche pas la communauté de comporter plusieurs faiblesses et menaces sur le plan de l’épanouissement et du bien-être des familles.

## Lieu d'intérêts
- Miellerie Lune de Miel
- Domaine Nokomis
- En mars 2022, la municipalité de Stoke met en place le projet d'une piste à rouleau pour y pratiquer la vélo, la trottinette, le patin à roues alignées, la planche à roulettes, etc. Il s'agira d'une attraction de la ville pour les jeunes pratiquant ces activités[3].

## Organismes et profil culturel
La vie sociale est très active à Stoke. Les organismes tiennent des rencontres régulières afin d'assurer à chaque groupe d'âge des services de qualité.
- CPE Chez tante Juliette
- Cercle des fermières de Stoke
- Chevaliers de Colomb
- Club 2e et 3e âge
- Chœur Val-Mont-Lac
- Club de soccer mineur de Stoke (Le Phénix)
- 58e groupe scout de Stoke
- Troupe de danse de Stoke
- Société d'histoire de Stoke
- Association pour la protection du lac de Stoke
- Ligue de hockey extérieur
- Fondation des amis de l'école Notre-Dame-des-champs
- Défi du maire : faire 150 km de marche, quelle qu’elle soit, pendant les mois de décembre 2020 à mars 2021